# 庫尼 (新墨西哥州)
庫尼（英語：Cooney）是位於美國新墨西哥州卡特倫縣的鬼鎮。

## 歷史
庫尼的郵局於1884年設立，其後於1915年停運。

## 地理
庫尼所處的海拔為高於海平面1759米（即5771英呎），而該地所採用的時區為UTC-7，即北美山地时区（MST）。同時該地設有夏令時間，為UTC-7調快一小時，即UTC-6（MDT）。